# Włodzimierz Wołkowicki (pułkownik)
Włodzimierz Wołkowicki (ur. 12 sierpnia 1881 w Kijowie, zm. 20 września 1939 pod Grodnem) – pułkownik kawalerii Wojska Polskiego.

## Życiorys
Urodził się 12 sierpnia 1881 w Kijowie jako szlachcic ziemi grodzieńskiej, wyznania prawosławnego. Jego ojciec Włodzimierz (1852–1909) był oficerem armii rosyjskiej, generałem porucznikiem i dowódcą 31 Dywizji Piechoty w Charkowie. Matka – księżniczka Matylda (ur. 1857) była córką Władimira Siergiejewicza Kudaszewa i Olgi Nikołajewnej z domu Horvat. Rodzina Wołkowickich posiadała majątek Wólka w powiecie sokólskim.
31 sierpnia 1899, po ukończeniu siedmiu klas w 1 Moskiewskim Korpusie Kadetów, został przyjęty do Michajłowskiej Szkoły Artylerii w Petersburgu. 8 maja 1900 został mianowany podoficerem, a 8 maja następnego roku junkrem portepee. 13 sierpnia 1901 został mianowany podporucznikiem ze starszeństwem z 9 sierpnia 1900. 16 września 1901 przybył do 11 Brygady Artylerii w Dubnie, a trzy dni później został przydzielony do 3. baterii. Od 6 października 1902 do 17 kwietnia 1903 dowodził brygadowym oddziałem szkolnym. Od 4 czerwca 1903 pełnił obowiązki oficera ewidencyjnego 3. baterii (ros. Дълопроизводител батареи). 
20 sierpnia 1904 przybył do Mikołajewskiej Akademii Sztabu Generalnego w Petersburgu w celu złożenia egzaminu wstępnego. 29 sierpnia tego roku awansował na porucznika ze starszeństwem z 9 sierpnia 1904. 4 października 1904, po złożeniu egzaminu, został przyjęty do akademii w charakterze słuchacza. 18 września 1906, po ukończeniu dwóch klas akademii, wrócił do 11 Brygady Artylerii. 
25 listopada 1906 otrzymał przeniesienie, a 21 grudnia przybył do 14 mitawskiego pułku huzarów w Częstochowie. Od 23 grudnia 1906 do 6 stycznia 1908 pełnił obowiązki komendanta szkoły podchorążych. Równocześnie od 1 czerwca 1907 pełnił obowiązki adiutanta pułku. 1 września 1908 awansował na sztabsrotmistrza ze starszeństwem z 9 sierpnia 1908. Od 30 kwietnia do 12 maja 1909 dowodził w zastępstwie 6. szwadronem. 12 października tego roku zdał obowiązki adiutanta pułku. Od 12 października 1909 do 22 października 1911 był słuchaczem kursu w Oficerskiej Szkole Kawalerii w Petersburgu. Po powrocie do pułku został komendantem pułkowego pododdziału szkolnego. 1 października 1913 został wyznaczony na stanowisko dowódcy 1 szwadronu. 14 grudnia 1913 awansował na rotmistrza ze starszeństwem z 9 sierpnia 1912.
Na czele 1 szwadronu walczył w czasie I wojny światowej. Razem z nim w szeregach 14 mitawskiego pułku huzarów walczyli jego bracia: Mścisław (ur. 1885) i Światosław (ur. 1889). Czwarty z braci – Oleg był sztabsrotmistrzem w 20 finlandzkim pułku dragonów, natomiast piąty – Aleksy, sztabskapitanem w 1 finlandzkim dywizjonie artylerii strzelców, a później kapitanem w 19 dywizjonie możdzierzy lekkich. 5 marca 1915 został przydzielony do Twerskiej Szkoły Kawalerii na stanowisko instruktora jazdy i wykładowcy taktyki. 20 marca 1916 objął obowiązki oficera do zleceń w sztabie 43 Korpusu Armijnego (etat oficera Sztabu Generalnego). Od 4 maja 1916 pełnił obowiązki starszego adiutanta 109 Dywizji Piechoty, która wchodziła w skład 43 KA, a od 1 sierpnia tego ponownie w sztabie 43 KA pełnił obowiązki starszego adiutanta. 20 listopada 1916 został zaliczony do Sztabu Generalnego ze starszeństwem z 1 stycznia 1910 i zatwierdzony na stanowisku starszego adiutanta sztabu 43 KA. 1 marca 1917 został wyznaczony na stanowisko pełniącego obowiązki oficera sztabowego w sztabie 43 KA, a 3 października tego roku awansował na podpułkownika. Dwa dni później został zastępcą szefa 2 Biura Sztabu Frontu Północnego. 21 października 1917 został wyznaczony na stanowisko zastępcy szefa oddziału w Zarządzie Generała Kwatermistrza Sztabu Głównodowodzącego armiami Frontu Północnego. 25 lutego 1918 w Pskowie dostał się do niewoli niemieckiej, w której przebywał do 15 lipca 1918. 
Po uwolnieniu z niewoli podjął służbę w siłach zbrojnych Państwa Ukraińskiego. W stopniu wojskowego starszyny był członkiem komisji do spraw formowania sotni kozackich. 15 grudnia 1918 zrezygnował ze służby na rzecz Hetmanatu.
24 lutego 1919 wstąpił do 4 Dywizji Strzelców Polskich i został wyznaczony na stanowisko zastępcy szefa sztabu. 15 lipca 1919 został przydzielony do 4 pułku ułanów w charakterze oficera sztabowego. 21 sierpnia 1919 został przyjęty do Wojska Polskiego z zatwierdzeniem posiadanego stopnia podpułkownika, zaliczony do rezerwy armii z równoczesnym powołaniem do czynnej służby na czas wojny. Od 15 września tego roku pełnił służbę na stanowisku zastępcy komendanta Kursu Oficerskiej Szkoły Jazdy w Przemyślu. 4 listopada 1919 został wyznaczony na stanowisko komendanta Oficerskiej Szkoły Jazdy w Starej Wsi. W pierwszej dekadzie maja 1920, w czasie wojny z bolszewikami, objął funkcję dowódcy 4 pułku strzelców konnych. Równocześnie pełnił funkcję inspektora jazdy 6 Armii. 25 listopada 1920 objął stanowisko okręgowego inspektora jazdy w Dowództwie Okręgu Generalnego Lublin.

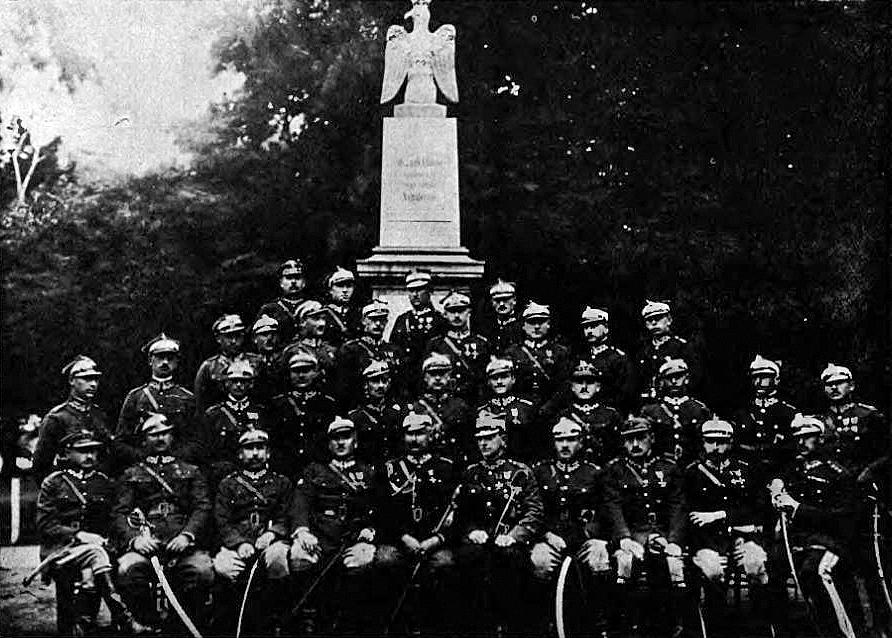
Pożegnanie płk. Włodzimierza Wołkowickiego w 16 pułku ułanów Wielkopolskich (1924)

Od 26 marca 1921 był dowódcą 16 Pułku Ułanów Wielkopolskich w Bydgoszczy. 3 maja 1922 został zweryfikowany w stopniu pułkownika ze starszeństwem z 1 czerwca 1919 i 29. lokatą w korpusie oficerów jazdy (od 1924 – kawalerii). 28 października tego roku został powołany „do służby Sztabu Generalnego z prawem jednorocznego doszkolenia w Wyższej Szkole Wojennej”. 1 czerwca 1924 został mianowany dowódcą IV Brygady Kawalerii w garnizonie Suwałki, pozostając oficerem nadetatowym 16 puł. Obok stopnia wojskowego przysługiwał mu wówczas tytuł „przydzielony do Sztabu Generalnego”. W 1926 został przeniesiony do kadry oficerów kawalerii z pozostawieniem na dotychczasowych stanowisku. Z dniem 30 września 1927 został przeniesiony w stan spoczynku.
W 1928 mieszkał w Suwałkach. Został osadnikiem wojskowym w osadzie Sejwy. W 1934, jako oficer stanu spoczynku pozostawał w ewidencji Powiatowej Komendy Uzupełnień Suwałki. Posiadał przydział do Oficerskiej Kadry Okręgowej Nr III. Był wówczas „przewidziany do użycia w czasie wojny”.
Był żonaty z Zoją (1888–1980), córką Aleksandra Wołkowickiego (zm. 1913), rzeczywistego radcy stanu i wnuczką Wiktora Wołkowickiego (1834–1911), generała artylerii. Dzieci nie mieli.
24 lipca 1947 Zofia (Zoja) Wołkowicka, w podaniu do Sądu Grodzkiego w Suwałkach napisała, że „mąż mój, pułkownik w stanie spoczynku Wołkowicki Włodzimierz z chwilą wybuchu wojny we wrześniu 1939 został powołany do służby czynnej i w tym celu udał się do Grodna DOK III. W czasie działań wojennych pod Grodnem zginął dnia 20-go września”.
Krzysztof Skłodowski w monografii „Garnizon Suwałki w latach 1921–1939” napisał: „według niepotwierdzonych informacji w drugiej połowie września 1939 [pułkownik Wołkowicki został] aresztowany przez «bandę bolszewicką» w Indurze i wywieziony do Grodna”, natomiast Tadeusz Kryska-Karski w pracy „Straty korpusu oficerskiego 1939-1945”, wydanej w 1996 w Londynie podał, że pułkownik Wołkowicki zginął w 1940 w Warszawie.

## Ordery i odznaczenia
- Krzyż Walecznych[57][58]
- Krzyż Oficerski belgijskiego Orderu Korony[58]
- Order Świętego Włodzimierza 4 stopnia z mieczami[23]
- Order Świętej Anny 2 stopnia[23]
- Order Świętego Stanisława 2 stopnia z mieczami[23] – 27 lutego 1915[59]
- Order Świętej Anny 3 stopnia z mieczami[23] i kokardą – 8 sierpnia 1915[59]
- Order Świętego Stanisława 3 stopnia – 4 kwietnia 1913[23][2]
- Order Świętej Anny 4 stopnia[23] z napisem „Za odwagę” – 16 grudnia 1915[59]
- Medal Pamiątkowy Wojny Ojczystej – 6 września 1912[2]
- Medal pamiątkowy 300-lecia Domu Romanowych – 22 marca 1913[2]

18 września 1933 Komitet Krzyża i Medalu Niepodległości odrzucił wniosek o nadanie mu tego odznaczenia „z powodu braku pracy niepodległościowej”.